# Битва на Кошарах
Битва на Кошарах (серб. Битка на Кошарама / Bitka na Košarama, алб. Beteja e Kosharës) — сражение Косовской войны, состоявшееся между ВС Союзной Республики Югославия и Армией освобождения Косово, поддерживаемой ВВС стран НАТО и Сухопутными войсками Албании. Битва шла с 9 апреля по 10 июня 1999 года в районе местечка Кошаре, во время бомбардировок Югославии. Это сражение считается одним из самых кровопролитных в истории Косовской войны и получило в югославской истории название «Ад Кошар» (серб. Пакао Кошара / Pakao Košara).
Изначальный план АОК заключался в выдвижении в Косово со стороны Албании, перерезании линий коммуникаций для югославских войск и захвате Метохии. Повстанцы сумели захватить пограничный пост в Кошаре и определённые территории благодаря артподготовке, произведённой албанскими войсками, и авианалётам НАТО на югославские стратегически важные объекты. Тем не менее, преодолеть вторую линию обороны югославских войск албанцы не сумели.

## Подготовка к операции
Между югославскими и албанскими пограничниками ещё до начала бомбардировок НАТО произошли несколько перестрелок, причём на стороне албанских пограничников нередко выступали члены АОК. Поводами для перестрелок становились случаи, когда югославы ловили контрабандистов, незаконно ввозивших оружие на территорию Косова и Метохии. К концу 1998 года АОК была оттеснена сербскими армией и полицией, уйдя на территорию Албании и продолжив оттуда совершать вылазки на территори СРЮ. После провала переговоров в Рамбуйе участие НАТО в силовом разрешении конфликта стало неизбежным, и с 24 марта 1999 года территория Югославии и крупные города страны (в том числе Белград) подвергались бомбардировкам со стороны авиации НАТО.
Для оказания военной помощи албанцам в Албанию были направлены 12 тысяч солдат контингента НАТО (в том числе 5 тысяч солдат вооружённых сил США) и доставлена техника в виде более 30 танков и 26 вертолётов Apache. Албанцы, пользуясь военной помощью НАТО, планировали атаковать позиции ВС Югославии около погранпоста в Кошаре, чтобы обеспечить прорыв частей АОК и албанских добровольцев при помощи вооружённых сил Албании и выманить части ВС Югославии на открытый бой, чтобы обеспечить возможности для авианалётов НАТО, так как самолёты НАТО не преуспели в уничтожении сухопутных подразделений югославов. Итогом должны были стать захват Джяковицы, пересечение дороги между Джяковицей и Призреном с перспективой захвата всей Метохии.

## Хронология

### 9 — 13 апреля
9 апреля 1999 года в 3 часа утра с албанской стороны албанско-югославской границы в направлении погранпоста Кошаре, контролируемого югославскими войсками, были произведены первые выстрелы из артиллерии. Албанцы атаковали с трёх сторон: в направлении Раса-Кошарес (алб. Rrasa e Koshares), в направлении погранпоста Кошаре и в направлении Майя-Глава. Первую атаку на югославские позиции начали 136 солдат АОК; на своих позициях находились не более 200 солдат югославской армии. В течение первого дня, по албанским источникам, были убиты 4 членов АОК и 23 солдата югославской армии. Члены АОК заняли позиции на горе Рраса-э-Кошарес и окопались. Согласно сербским источникам, бойцам АОК помогали инструкторы из спецподразделений Великобритании, Франции, Германии и Италии.
Сражение продолжалось до следующего утра: благодаря артподготовке албанцы заняли Майя-Главу и продолжили обстрел погранпоста в Кошаре, вынудив югославских солдат покинуть свои позиции (по приказу майора Драгутина Димчевски югославы оставили Майя-Главу и одну из пограничных застав). В 19:00 албанцы заняли погранпост, а позже албанцев на погранпосту засняли на плёнку иностранные журналисты из Associated Press, CNN и BBC. Югославы отступили ко второй линии обороны, которую легче было защищать. На третий день югославские резервные части прибыли на помощь 1-й армии; в эту же ночь отряд АОК перерезал одну линию коммуникации югославских войск и вывел из строя БТР BOV, а основные силы албанцев атаковали позиции югославов в Опиязе, однако понесли большие потери и отступили. Последующие атаки албанцев на вторую линию обороны югославов заканчивались неудачно, в то время как югославы ждали подхода подкреплений в виде подразделений артиллерии и спецназа. 13 апреля 1999 года на югославско-албанской границе произошёл инцидент в Круме.

### 14 апреля — май
Артиллерия сухопутных войск Албании и АОК продолжала обстрел югославских позиций с захваченных Майя-Главы и Раса-Кошарес. 14 апреля югославы предприняли контратаку на Майя-Главу: расстояние между окопами югославов и албанцев не превышало 50 м. Югославы не сумели полностью отбить Майя-Главу, однако не позволили албанской артиллерии далее вести обстрелы. Этот участок фронта стабилизировался до конца войны. Вместе с тем на Раса-Кошаре изменений не было, а обе стороны несли тяжёлые потери: югославы погибали под артиллерийским огнём, албанцы гибли при попытке прорвать вторую линию оборону югославов.
В начале мая югославы несколько раз пытались отбить блокпост Кошаре, однако из-за того, что албанцы постоянно накрывали артиллерийским огнём их позиции, атаки терпели неудачи. 6 мая очередная югославская контратака и попытка нейтрализовать артиллерию не увенчались успехом и обернулись большими потерями со стороны югославов. 10 мая югославами были отправлены два танка Т-55, которые прорвались за линию обороны албанцев и продвинулись на 100 м, хотя албанцы держали высоту. В ночь с 10 на 11 мая в ходе авианалёта НАТО были сброшены кассетные бомбы на югославские позиции: жертвами налёта стали 8 солдат и один офицер, около 40 были ранены. Албанцы, пользуясь этим, отбросили югославов.
В середине мая югославы после серии стычек закрепились в местечке Мрчай, а в последующих стычках АОК вынуждена была отступить и тем самым позволила югославам занять незащищённые позиции. 22 мая очередной авианалёт НАТО обернулся бомбардировками позиций АОК: в результате ошибочной атаки жертвами бомбардировок стали 7 или 67 бойцов АОК. Авианалёты НАТО продолжались в течение мая, в ходе некоторых налётов гибли и мирные жители.
Всего в сражении за Кошаре с югославской стороны, по некоторым данным, приняли около 1000 военнослужащих ВС Югославии.

## Последствия

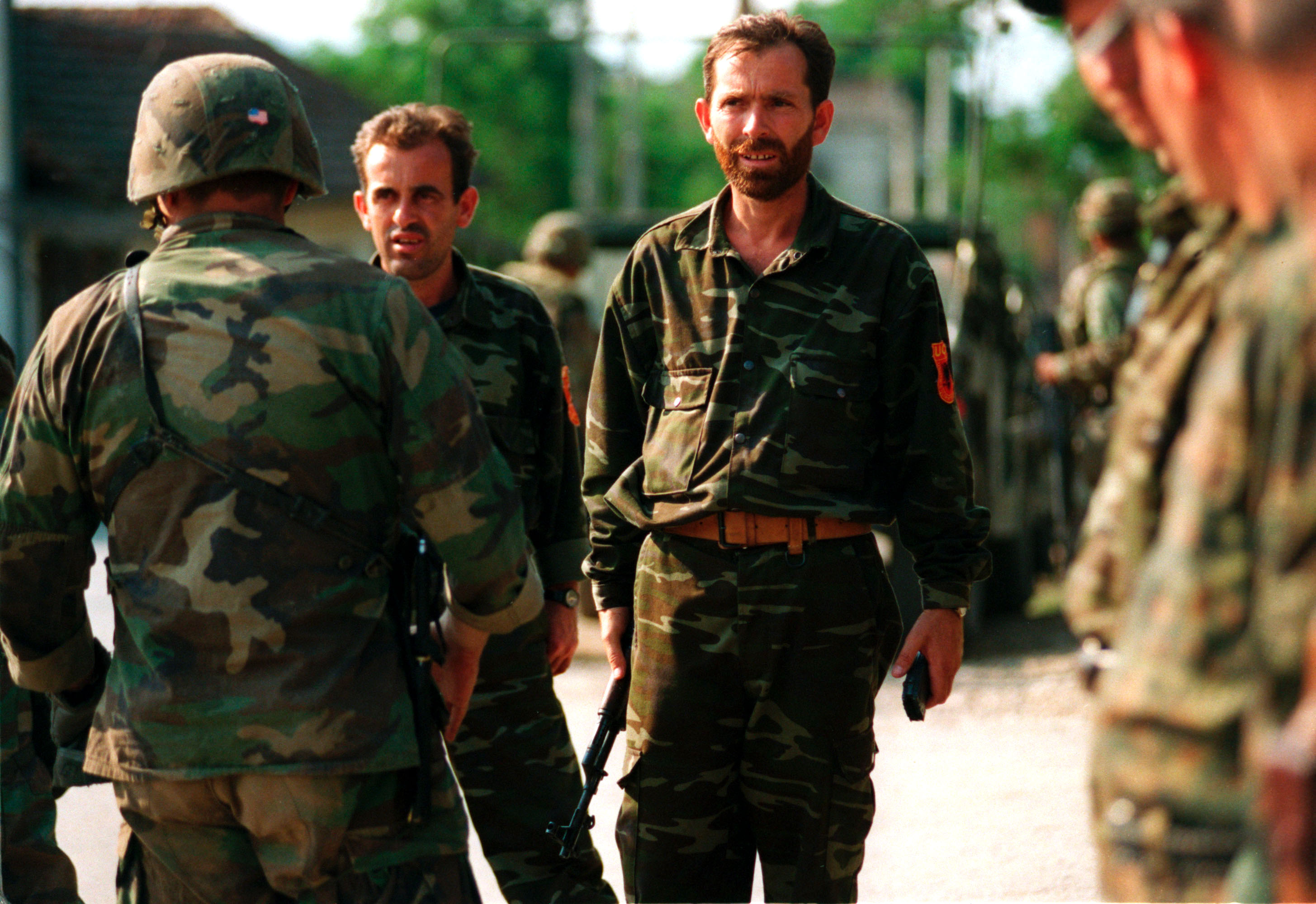
Члены АОК возвращают оружие Корпусу морской пехоты США 30 июня 1999 года

### Политические
Кумановское военно-техническое соглашение положило конец и сражению за Кошаре, и войне НАТО против Югославии. Согласно соглашению, вооружённые силы Югославии, военизированные организации и военная полиция должны были покинуть Косово, чтобы уступить место миротворческому контингенту KFOR. Несмотря на разоружение Армии освобождения Косово, многие её члены, покинув Косово, продолжили свою военную и политическую деятельность, приняв участие в конфликте в Прешевской долине и стычках в Македонии.

### Потери
Согласно заявлению генерала Живановича, командира 125-й мотострелковой бригады, в районе Кошаре погибли 108 бойцов вооружённых сил Югославии (18 офицеров, 50 рядовых солдат, 13 резервистов и 24 добровольца). Согласно книге «Герои Отечества» (серб. Јунаци Отаџбине / Junaci Otadžbine), в битве на Кошарах в 1999 году потери югославского войска составили 96 человек, а с учётом солдат, погибших в 1998 году, это число составляет 108 человек.
Среди погибших в боях за Кошару упоминались двое граждан России (Виталий Глебович Булах и Фёдор Фёдорович Шульга) и гражданин Украины Сергей Иванович Старцев, а также гражданин Финляндии Питер Олак и гражданин Дании по фамилии Нильсен. В ходе боя в Кошаре погибли также несколько служебных собак югославских пограничников. Многие из погибших солдат были отмечены государственными наградами.
9 апреля 1999
- рядовой Никола Попович (1979 г.р.)
- рядовой Мирослав Стоянович (1978 г.р.)

11 апреля 1999
- старший сержант Иван Васоевич (1975 г.р.)
- рядовой Дарко Белобрк (1979 г.р.)
- рядовой Миленко Божич (1979 г.р.)
- рядовой Предраг Богосавлевич (1979 г.р.)
- рядовой Иван Богосавлевич (1978 г.р.)
- рядовой Радиша Илич (1978 г.р.)
- взводный 1-го класса Драган Комарица, контрактник (1969 г.р.)
- рядовой Симо Попович (1979 г.р.)

14 апреля 1999
- капитан 1-го класса (капитан) Крунослав Иванкович (1964 г.р.)
- лейтенант Бобан Милич (1974 г.р.)
- младший лейтенант Предраг Леовац (1975 г.р.)
- младший сержант Стоядин Томашевич (1979 г.р.)
- рядовой Десимир Селимович (1978 г.р.)
- рядовой Бранислав Негич (1978 г.р.)
- рядовой Мирослав Паунович (1978 г.р.)
- рядовой Борислав Димитрич (1978 г.р.)
- рядовой Драган Трошич (1978 г.р.)
- рядовой Саша Йоргован (1978 г.р.)

15 апреля 1999
- рядовой Драган Миличевич (1978 г.р.)
- взводный 1-го класса Бехлюль Усени (1972 г.р.)
- рядовой запаса Деян Петкович (1970 г.р.)
- рядовой запаса Янош Раук, доброволец (1954 г.р.)
- рядовой запаса Новица Станкович, доброволец (1959 г.р.)

16 апреля 1999
- лейтенант Ивица Петкович (1968 г.р.)
- рядовой Ненад Голубович (1976 г.р.)
- рядовой Предраг Бойович (1979 г.р.)
- рядовой Любиша Божилов (1978 г.р.)
- рядовой запаса Джуро Гределевич, доброволец (1935 г.р.)
- рядовой запаса Милан Йокич, доброволец (1968 г.р.)
- рядовой запаса Ивица Иванович, доброволец (1955 г.р.)
- рядовой запаса Йосип Сич, доброволец (1953 г.р.)
- рядовой запаса Милосав Йошович, доброволец (1960 г.р.)
- рядовой запаса Стоян Попович, доброволец (1968 г.р.)

16 апреля 1999 — все пропали без вести
- старший сержант Деян Митич (1976 г.р.)
- рядовой Златко Ацич (1979 г.р.)
- рядовой Саша Иванкович (1979 г.р.)
- рядовой Душан Костич (1979 г.р.)
- рядовой Зоран Миятович (1979 г.р.)

17 апреля 1999
- рядовой Желько Михайлович (1979 г.р.)
- рядовой Славиша Мицич (1979 г.р.)
- рядовой Денис Джурич (1971 г.р.)

19 апреля 1999
- капитан 1-го класса (капитан) Срджан Кошанин (1968 г.р.)
- рядовой Насер Вучель (1977 г.р.)
- рядовой Иван Михайлович (1977 г.р.)

20 апреля 1999
- старший взводный 1-го класса Йован Тепавац (1957 г.р.)
- взводный 1-го класса Мирослав Маринков, контрактник (1971 г.р.)
- взводный 1-го класса Зоран Филипович, контрактник (1971 г.р.)
- взводный 1-го класса Зоран Милоевич, контрактник (1970 г.р.)
- младший сержант Томислав Костич, контрактник (1969 г.р.)
- рядовой Станое Йованович (1978 г.р.)
- рядовой запаса Александр Кисин, доброволец (1972 г.р.)

21 апреля 1999
- младший сержант Боян Богоевич (1978 г.р.)

27 апреля 1999
- рядовой Тибор Церна (1978 г.р.)

28 апреля 1999
- рядовой запаса Радован Перич, доброволец (1950 г.р.)
- рядовой запаса Драган Петкович, доброволец (1953 г.р.)
- рядовой запаса Зоран Стайич, доброволец (1964 г.р.)
- рядовой запаса Новица Станкович, доброволец (1959 г.р.)
- рядовой запаса Владимир Несторович, доброволец (1977 г.р.)

29 апреля 1999
- младший сержант Предраг Милянич (1977 г.р.)
- рядовой запаса Живан Петрович (1966 г.р.)
- рядовой Милован Йованович (1977 г.р.)
- рядовой Ивица Серафинович (1978 г.р.)
- рядовой Лазар Тишма (1978 г.р.)

4 мая 1999
- рядовой запаса Никола Йосич, доброволец (1956 г.р.)

5 мая 1999
- взводный 1-го класса Предраг Миланович (1970 г.р.)
- рядовой запаса Деян Мисирлич (1976 г.р.)
- рядовой Дарко Милошевич (1978 г.р.)

6 мая 1999
- лейтенант Александр Джурович (1974 г.р.)
- взводный 1-го класса Горан Трифунович (1973 г.р.)
- рядовой Славко Крунич (1978 г.р.)
- младший сержант Саша Коматович, контрактник (1972 г.р.) — пропал без вести
- ефрейтор Владан Станойлович, контрактник (1974 г.р.) — пропал без вести

9 мая 1999
- рядовой Бобан Миленкович (1978 г.р.)

11 мая 1999
- рядовой Изет Чолакович (1977 г.р.)
- рядовой Роберт Стошич (1976 г.р.)
- рядовой Милан Евтович (1978 г.р.)
- рядовой Боян Йованович (1978 г.р.)
- рядовой Оливер Таричич (1977 г.р.)
- рядовой Владимир Джорджевич (1978 г.р.)
- рядовой Саша Василевич (1979 г.р.)
- рядовой Драган Маринкович (1978 г.р.)
- младший сержант запаса Милан Кенич (1974 г.р.)
- рядовой запаса Миладин Доганджич (1960 г.р.)
- рядовой Саша Шкилевич (1971 г.р.)

13 мая 1999
- рядовой запаса Раде Антонич (1976 г.р.)
- младший сержант Боян Радойкович (1977 г.р.)

16 мая 1999
- рядовой Зоран Илич (1977 г.р.)

19 мая 1999
- старший лейтенант ВС РФ Виталий Глебович Булах, доброволец ВС Югославии (1965 г.р.)
- рядовой запаса Зоран Веселич, доброволец (1972 г.р.)
- рядовой запаса Драги Лалич, доброволец (1965 г.р.)

20 мая 1999
- рядовой Радиша Илич (1978 г.р.)

21 мая 1999
- рядовой запаса Срджан Спасоевич (1974 г.р.)

3 июня 1999
- рядовой запаса Любомир Ромич, доброволец (1949 г.р.)

6 июня 1999
- рядовой запаса Владислав Булатович (1974 г.р.)

По югославским данным, АОК потеряла около 200 убитыми, около 80 % убитых членов АОК — косовские албанцы (точная доля албанцев из Албании и Македонии не установлена). Сербами также называются два солдата стран НАТО, убитые в бою — француз Арно Пьер (1971 г.р.) и итальянец Франческо Джузеппе Бидер (1961 г.р.) — и сражавшийся на стороне албанцев алжирец Мурад Мухаммед Алия; утверждается об уничтожении 5 танков сухопутных сил Албании. Албанцы утверждают о гибели не менее 113 солдат АОК в боях за Кошаре.

## Память

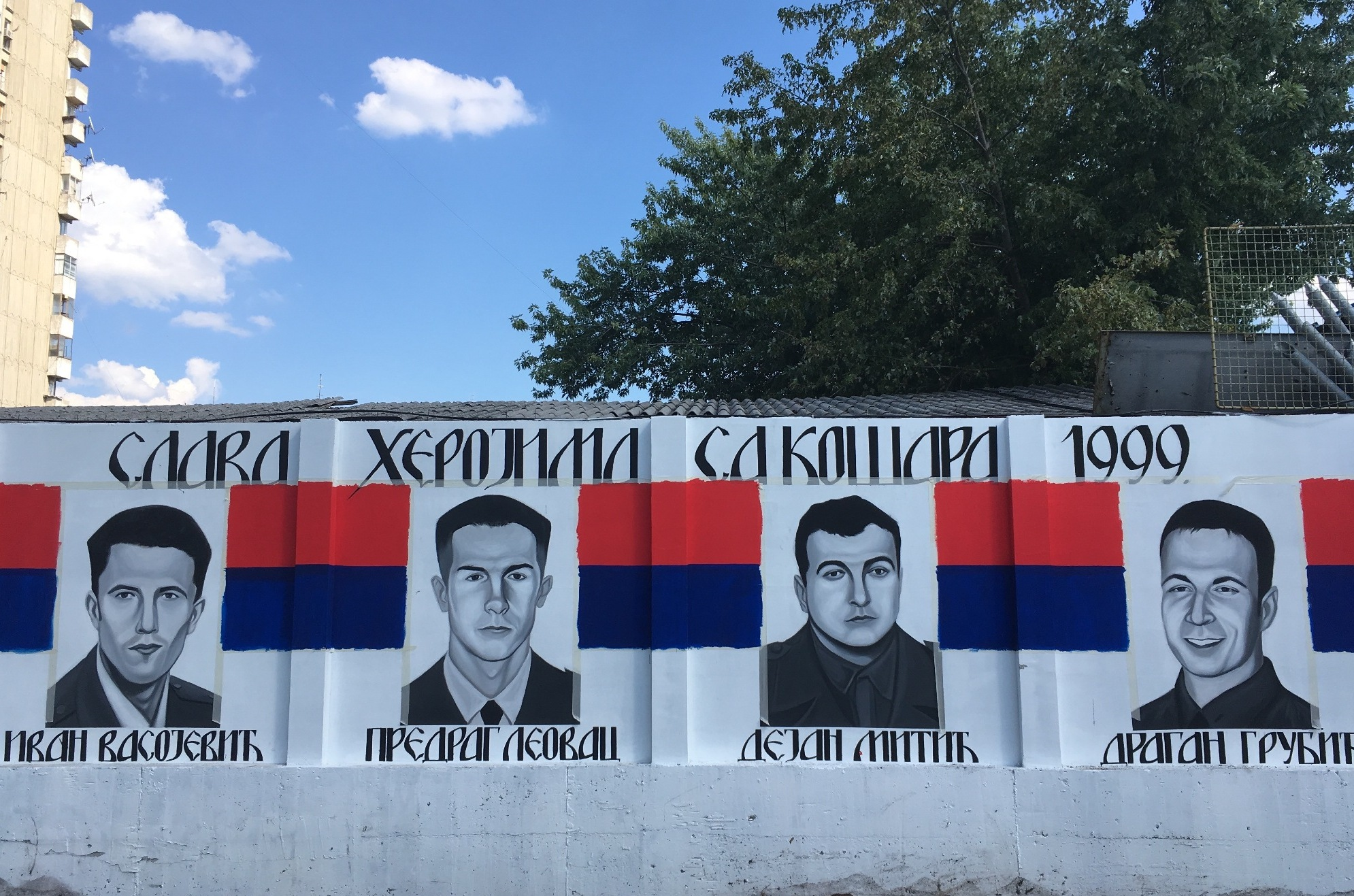
Граффити в Нише с изображением участников сражения: Ивана Васоевича, Предрага Леоваца, Деяна Митича и Драгана Грубича

Фильму посвящены несколько документальных фильмов РТС, в том числе и фильм с элементами реконструкции «Военные вести с Кошаре» (серб. Ratne priče sa Košara). В районе Нови-Белград названа улица в честь погибших в боях солдат.
14 июня 2020 года режиссёр Бальша Джёго и сценарист Джёрдже Милосавлевич объявили о грядущем начале съёмок художественного фильма о событиях в Кошаре.

### СМИ
- Jačanje upada iz Albanije. Glas javnosti (11 ноября 1999).
- Miroslav Lazanski. КО ЈЕ ПРЕВАРИО ГЕНЕРАЛА. Политика (9 января 2009).
- Jonathan Steele. Ghost village marks the battle that ended the war. The Guardian (17 июля 1999).
- Na današnji dan počela bitka na Košarama – poginulo 108 pripadnika VJ. Građanin (9 апреля 2015).
- Miloš Đorelijevski. HEROJI KOŠARA: Da li je sve bilo uzalud? Mondo (14 июня 2016).
- Kosovska vlada: Bitka na Košarama imala sveti cilj - razbijanje veštačke granice koja razdvaja Albance u dve odvojene države. KSP (2015). Дата обращения: 2 июля 2020. Архивировано из оригинала 23 июня 2017 года.
- Mihailo Medenica. Košare, zadnja vojna pošta srpskih junaka. Press online (3 апреля 2011).
- Dimitrije Marković. На данашњи дан 9. априла 1999. био је Велики петак и почела је битка за Кошаре (ВИДЕО). KM Novine (9 апреля 2015).
- Battle of Kosare: When 200 heroes stood against 2000 KLA and NATO soldiers. inSerbia (12 апреля 2015). Дата обращения: 2 июля 2020. Архивировано из оригинала 14 октября 2016 года.
- Podsjećanje na 9. april 1999. – bio je Veliki petak i počeo je pakao Košara (VIDEO). ИН4С (2015).
- У паклу Кошара – неиспричана ратна прича. Политика (2013).
- SLOBODAN MILOŠEVIĆ - HAG - 14.02.2002. STENOGRAM. milosevic-trial.org. Дата обращения: 11 февраля 2010. Архивировано 17 июня 2010 года.
- Pavković otkriva kako je izgledala bitka na Košarama: NATO, OVK i albanska vojska nisu nam oteli ni pedalj zemlje! Srbija danas (20 июня 2017).
- Bitka na Paštriku - bitka za Srbiju. Svedok. Дата обращения: 11 ноября 2017. Архивировано 12 ноября 2017 года.
- Komandant odbrane Košara o najtezoj bici kopnene agresije na SRJ. Srbel.net. Архивировано 12 мая 2013 года.

### Видео
- Heroji Bitke za Košare (RTS emisija Dozvolite) на YouTube
- Dozvolite 1363: Bitka za Košare - neispričana priča (RTS emisija Dozvolite) на YouTube
- Досије Кошаре 1999 / пролог на YouTube
- DIREKTNO KOŠARE 03 10 2017 на YouTube
- Пакао! Херојска одбрана Кошара 1999. године 12.09.2017. на YouTube